# Консорция
Консорция е най-малката структурна единица на хоризонталната структура на биоценозата. Чрез нея се описват хранителните взаимоотношения между видовете.

## Видове консорции
- Индивидуална консорция – представлява един индивид, който е най-често растителен, по изключение животински, наречен ядро или още детерминант на консорцията, и индивиди от много други видове, които го използват като източник за храна или като укритие – например дъб, и свързаните с него индивиди представляват отделна индивидуална консорция.
- Популационна консорция – представлява всички индивидуални консорции, на които ядрото е от един вид. Например в смесената широколистна гора има популационна консорция на дъба, популационна консорция на брезата, бряста и т.н.
- Синузиална консорция – обединява популационните консорции на видове от една и съща растителна форма. Растителните форми са дървесна, храстовидна и тревиста. Например в българската гора популационните консорции на дъба, бряста и брезата образуват синузиалната консорция на дървесните видове. При животните е трудно да се говори за синузиална консорция поради липсата на определена витална форма, както е при растенията.